# Xavier de Theux de Meylandt et Montjardin

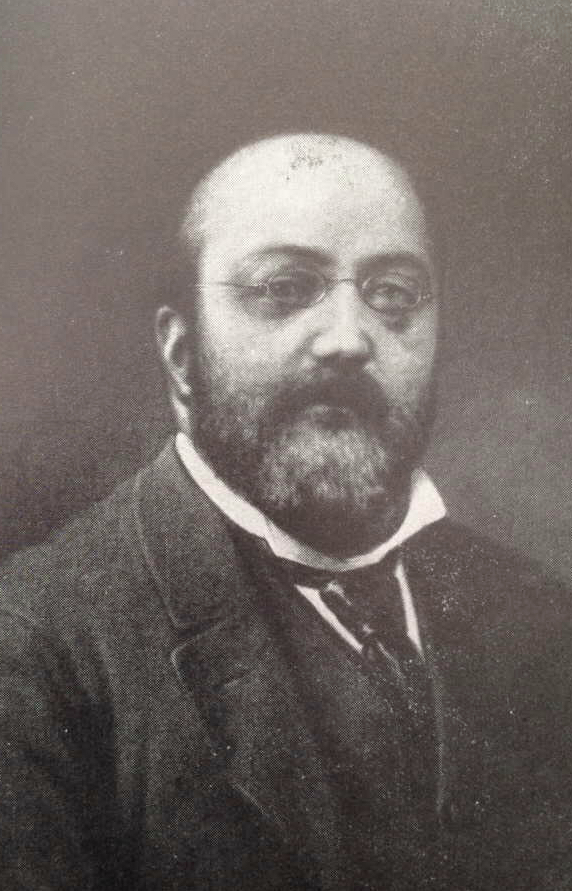
Xavier de Theux de Meylandt et Montjardin.

Xavier Marie Géorges Théodore ridder de Theux de Meylandt et Montjardin (Sint-Truiden, 23 september 1838 - Brussel, 13 december 1896) was een Belgisch historicus en bibliofiel.

## Biografie

### Familie
Xavier de Theux de Meylandt et Montjardin was een telg uit het geslacht de Theux. Hij was een zoon van Xavier de Theux de Meylandt et Montjardin (1792-1838) en Justine Cordier dite de Lobbes (1811-1885). Zijn vader behoorde tot de erewacht van de keizer tijdens het Eerste Franse Keizerrijk en was kolonel-commandant van de burgerwacht van het kanton Beringen. Hij was een neef van Barthélemy de Theux de Meylandt, premier van België, en Albert de Theux de Meylandt, volksvertegenwoordiger en burgemeester van Heusden.
Hij was gehuwd met Eugénie de Thysebaert (1844-1902), kleindochter van de Zuid-Nederlandse edelman Auguste de Thysebaert. Ze hadden vijftien kinderen. Twee dochters werden kloosterzuster en vijf gingen adellijke huwelijken aan. Zes van de acht zoons zorgden voor nageslacht met afstammelingen tot heden:
- Marie de Theux de Meylandt et Montjardin (1866-1948)
- Charles ridder de Theux de Meylandt et Montjardin (1867-1910), gehuwd met Alix gravin de Liedekerke de Pailhe (1868-1913)
- Joseph ridder de Theux de Meylandt et Montjardin (1869-1927), gehuwd met Mathilde de Potesta (1860-1938)
- Fernand ridder de Theux de Meylandt et Montjardin (1870-1919), gehuwd met Marie-Louise Cotteau de Patin (1881-1946)
- Jeanne de Theux de Meylandt et Montjardin (1871-1905), gehuwd met Ferdinand graaf d'Oultremont (1870-1950)
- Gabrielle de Theux de Meylandt et Montjardin (1873-1940), gehuwd met Athanase graaf de Broqueville (1868-1949), broer van premier de Broqueville
- Alice de Theux de Meylandt et Montjardin (1874-1949), gehuwd met Gérard graaf de Marnix de Sainte-Aldegonde (1851-1899)
- Alfred ridder de Theux de Meylandt et Montjardin (1876-1939), gehuwd met Germaine barones de Crombrugghe de Looringhe (1880-1949)
- Edmond ridder de Theux de Meylandt et Montjardin (1877-1946), gehuwd met Renée van de Weyer (1887-1957)
- Louise de Theux de Meylandt et Montjardin (1878-1913)
- Emilie de Theux de Meylandt et Montjardin (1880-1972), gehuwd met Raymond graaf de Selys Longchamps (1880-1966)
- René ridder de Theux de Meylandt et Montjardin (1882-1970), gehuwd met Paule de Marcy (1888-1958)
- Robert ridder de Theux de Meylandt et Montjardin (1883-1908)
- Léon-Henry ridder de Theux de Meylandt et Montjardin (1885-1913), gehuwd met Marie-Louise de Harlez de Deulin (1890-1961)
- Marguerite de Theux de Meylandt et Montjardin (1887-1956), gehuwd met Lionel Le Blanc de Chanéac (1878-1943)

De Theux de Meylandt erfde het kasteel van Montjardin in Remouchamps. Hij bouwde er een tweede neorenaissancistisch kasteel, dat tijdens de Tweede Wereldoorlog zwaar beschadigd werd en in 1980 afgebroken.

### Carrière
De Theux de Meylandt promoveerde tot doctor in de rechten aan de Université de Liège. Samen met Camille de Borman en Stanislas Bormans richtte hij in 1863 de Société des Bibliophiles liégeois op, waarvan hij de eerste schatbewaarder was. In 1865 was hij ook medeoprichter van de Société des bibliophiles de Belgique. Hij was tevens lid van het Institut archéologique liégeois en lid van de raad van bestuur van de Koninklijke Bibliotheek van België.
Hij was auteur van de Bibliographie liégeoise. Zijn werk was een referentie voor bibliofielen van het prinsbisdom Luik. Boekverkopers die een niet-vermeld boek van de Theux verkochten hadden de neiging om "onbekend bij de Theux" te vermelden. Na het overlijden van zijn broer Joseph in 1868 publiceerde hij twee van diens onuitgegeven werken over het kapittel van Sint-Lambertus en de heerlijkheid Montjardin.
De Theux de Meylandt was in het bezit een grote bibliotheek die in 1903 na het overlijden van zijn vrouw werd verspreid. Tot de unieke manuscripten en werken die hij bezat behoorde een uitzonderlijke collectie van Mathieu-Antoine Xhrouet met landschappen van het prinsbisdom Luik en aangrenzende staten. 